# Quận Hardin, Tennessee
Quận Hardin là một quận thuộc tiểu bang Tennessee, Hoa Kỳ.
Quận này được đặt tên theo Col. Joseph Hardin. Theo điều tra dân số của Cục điều tra dân số Hoa Kỳ năm 2000, quận có dân số 25.578 người, ước tính dân số năm 2005 là 25.930 người. Quận lỵ đóng ở Savannah6.

## Địa lý
Theo Cục điều tra dân số Hoa Kỳ, quận có diện tích 1544 km2, trong đó có 48 km2 là diện tích mặt nước.